# Desa Tegalurung (administrativ by i Indonesien, lat -6,25, long 107,78)
Desa Tegalurung är en administrativ by i Indonesien.   Den ligger i provinsen Jawa Barat, i den västra delen av landet, 100 km öster om huvudstaden Jakarta.